# زعرور أحمر
زُعرور أحمر هو نوع من الزعرور موطنه جنوب سبرية ومنغولية وأقصى شمال الصين . يزرع لثماره الصالحة للأكل والتي هي ثمرة تفاحية. يمكن أن تؤكل ثماره نيئة أو مطبوخة. يمكن استخدامها لصنع مربى ومعلبات الفاكهة . وتزرع في الحدائق للزينة. الزهور صغيرة بيضاء وتنمو في مجموعات. الزهور تنبعث منها رائحة نتنة.
يمكن العثور على أكبر فرد حي في العالم من هذا النوع في حديقة المتطوعين ، سِيَاتِل وشِنطُن.